# Mi permette, babbo!
Mi permette, babbo! è un film italiano del 1956 diretto da Mario Bonnard, con Alberto Sordi e Aldo Fabrizi.

## Trama
Rodolfo, giovane con velleità di cantante lirico nel registro di basso, non lavora, si alza a mezzogiorno e vive sulle spalle dei suoceri, che mantengono i suoi studi di canto presso un maestro profittatore. Infine viene messo con le spalle al muro dal suocero, che pretende che lavori, come cantante o con qualsiasi altra occupazione. Il maestro, per paura di perdere il profitto, fa in modo che il giovane venga ingaggiato per una sola serata nella piccola parte del Dottor Grenvil ne La traviata.
Rodolfo, dopo aver creato problemi nelle prove, durante la recita esegue nella disapprovazione generale la frase "La tisi non le accorda che poche ore" abbassandola di un'ottava, arrivando a toccare il Do grave, e inoltre, avanzando al proscenio mentre il sipario si chiude alle sue spalle, sulle battute finali dell'orchestra canta la frase: «È spenta!», non prevista in quanto, pur presente in partitura, viene tradizionalmente omessa. Succede di tutto: gli altri interpreti, il direttore d'orchestra e quello del teatro si indignano, mentre i familiari e gli amici credono che abbia avuto un gran successo. Continuerà a studiare canto presso il solito maestro, riprendendo la vita di sempre.

## Produzione
Le musiche sono firmate da Giulio Bonnard con lo pseudonimo di Jules Dakar. L'aiuto regista è Sergio Leone; tra gli sceneggiatori figura Ettore Scola.
Il film è stato girato negli stabilimenti Titanus su pellicola Ferrania Pancro C.7, sviluppo Fototecnica, sonoro Western Electric.